# 和歌山県道123号荒見粉河線
和歌山県道123号荒見粉河線（わかやまけんどう123ごう あらみこかわせん）は、和歌山県紀の川市を通る一般県道である。

## 概要
紀の川市荒見から紀の川市粉河に至る。
和歌山県北部、和歌山平野の中央部を南北に走る和歌山県道の路線である。和歌山県道13号和歌山橋本線の竜門橋南詰交差点より分岐し、紀の川市内を東西に流れる紀の川を竜門橋で渡河して、対岸側を走る国道24号の粉河交差点を横断、和歌山県道7号粉河加太線と300 mほど重複した後、JR西日本和歌山線 粉河駅前まで通じる。

### 路線データ
- 起点：和歌山県紀の川市荒見（竜門橋南詰交差点、和歌山県道13号和歌山橋本線交点）
- 終点：和歌山県紀の川市粉河（和歌山県道124号粉河寺線交点）
- 実延長：1.626 km

## 路線状況

### 重複区間
- 和歌山県道7号粉河加太線（紀の川市粉河・粉河交差点 - 紀の川市粉河）

### 道路施設

#### 橋梁
- 竜門橋（紀の川、紀の川市）
- 粉河橋（中津川、紀の川市）

## 地理

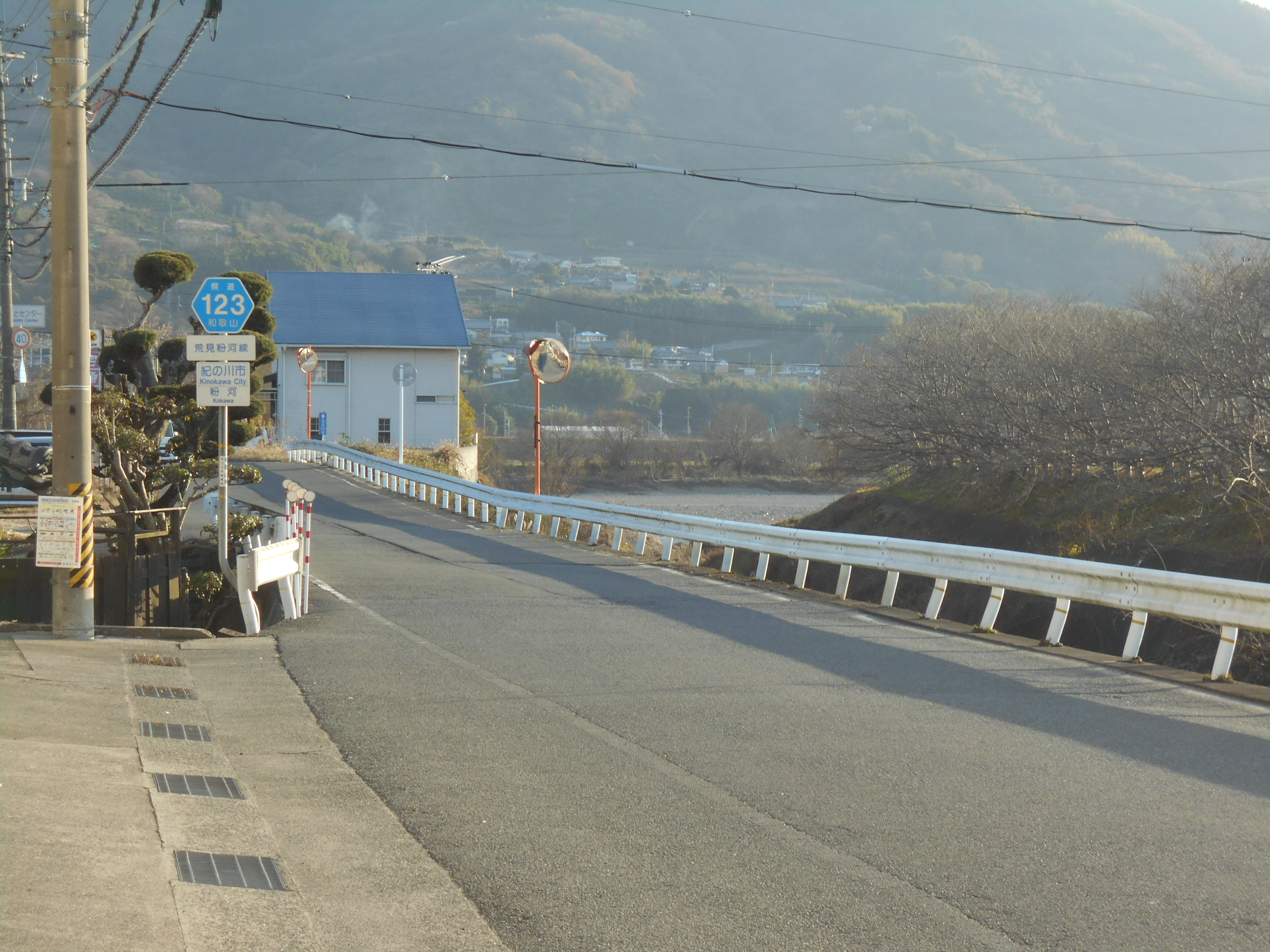
紀の川市粉河

### 通過する自治体
- 和歌山県
  - 紀の川市

### 交差する道路
| 交差する道路                                  | 交差する場所 | 交差する場所            |
| --------------------------------------------- | ------------ | ----------------------- |
| 和歌山県道13号和歌山橋本線                    | 荒見         | 竜門橋南詰交差点 / 起点 |
| 国道24号 和歌山県道7号粉河加太線 重複区間起点 | 粉河         | 粉河交差点              |
| 和歌山県道7号粉河加太線 重複区間終点          | 粉河         |                         |
| 和歌山県道124号粉河寺線                       | 粉河         | 終点                    |

### 交差する鉄道
- 和歌山線

### 沿線
- 紀の川
- JR西日本和歌山線 粉河駅
- 紀の川市立粉河小学校
- 紀の川市立粉河中学校